# Gant
Pour l’article ayant un titre homophone, voir Gand (homonymie).
Cet article concerne l'accessoire commun. Pour l'entreprise, voir Gant (entreprise). Pour l'accessoire sportif, voir Gant (hockey sur glace). Pour la localité polonaise, voir Gant (Piecki).
 (janvier 2024).
Si vous disposez d'ouvrages ou d'articles de référence ou si vous connaissez des sites web de qualité traitant du thème abordé ici, merci de compléter l'article en donnant les références utiles à sa vérifiabilité et en les liant à la section « Notes et références ».

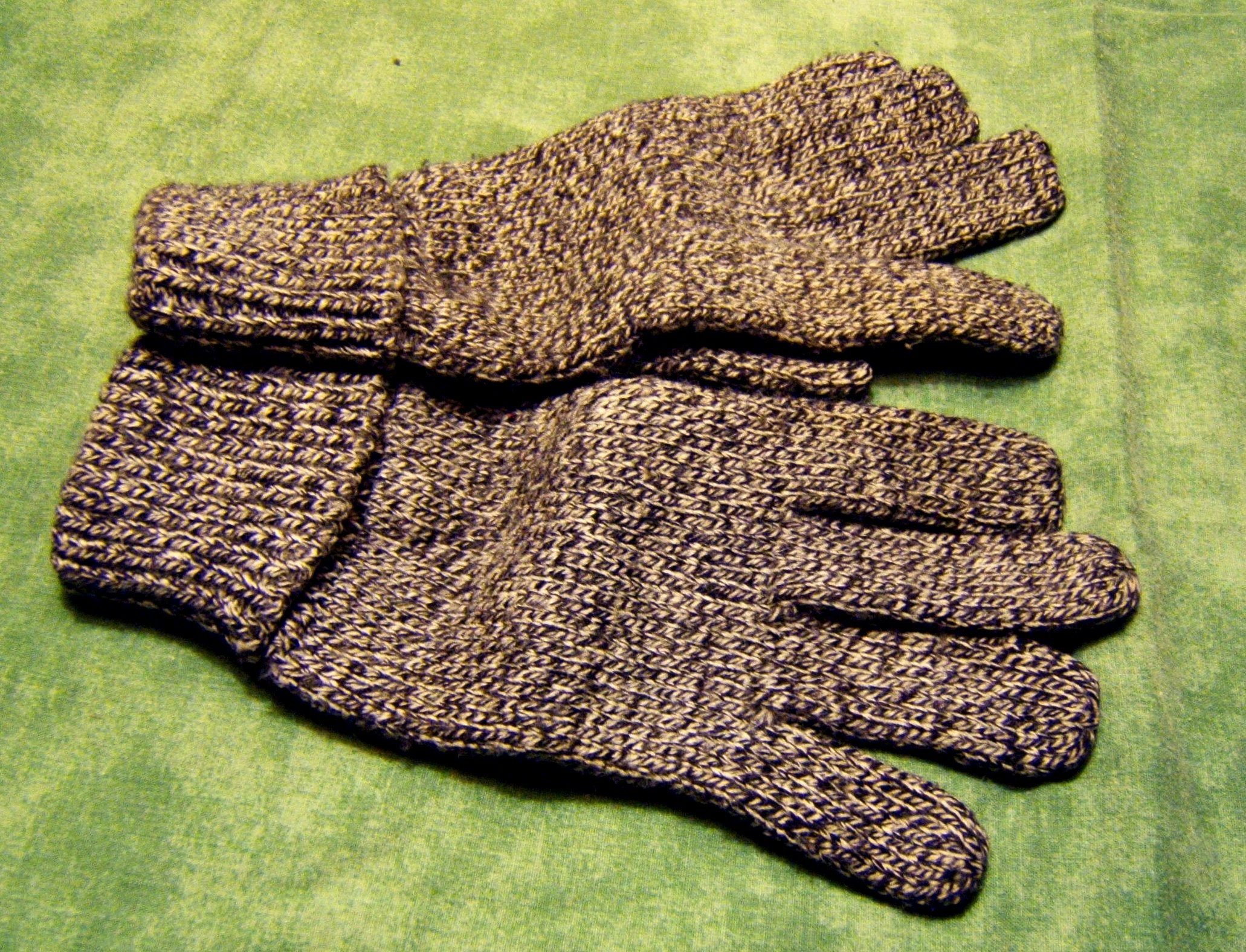
Gants de laine.

Un gant  (du francique *want) est un accessoire de mode, un équipement de sport, un élément de protection ou un élément d'hygiène recouvrant la main. Il est utilisé pour se protéger notamment du froid, ou encore pour le prestige (luxe, cérémonies).

## Histoire

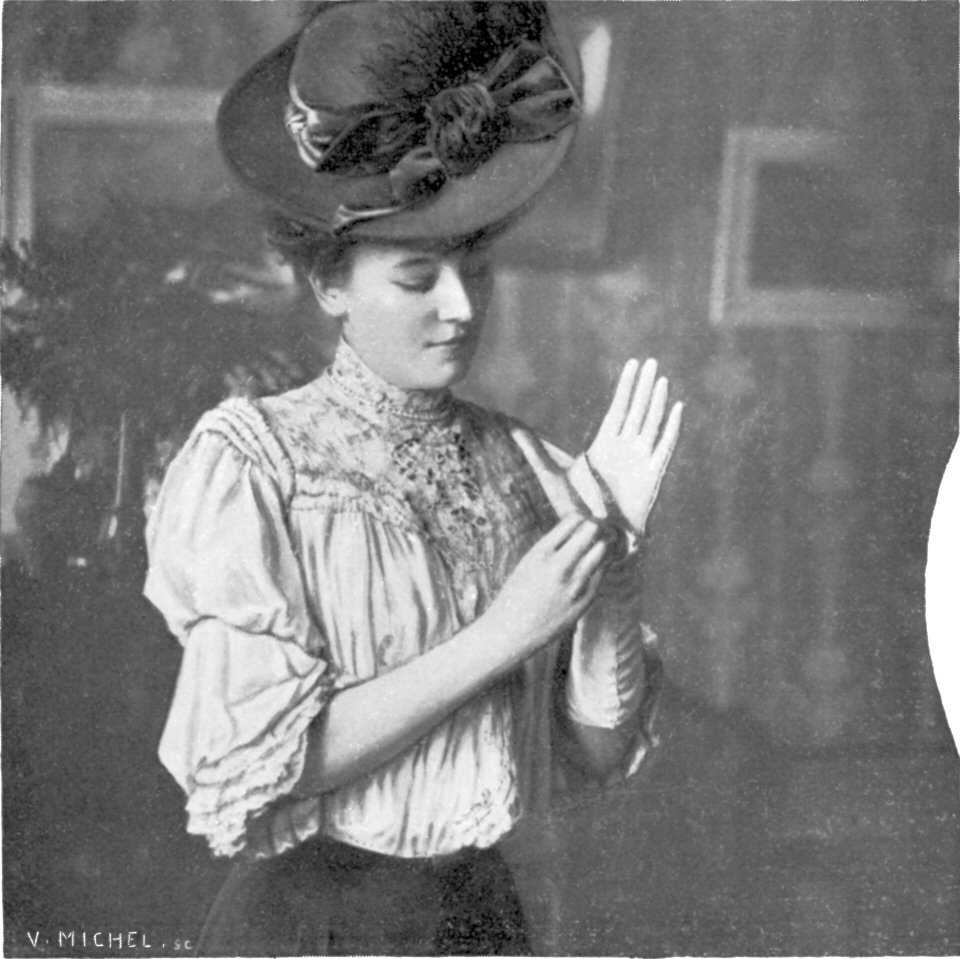
« Position correcte. Les quatre doigts sont introduits complètement, ne font plus un pli, c'est le moment de passer le pouce. » La Femme et le gant long, 1905.

L'histoire des gants remonte à l'Antiquité. Dans certaines traductions de l'Odyssée d'Homère, Laërte est décrit marchant dans son jardin portant des gants afin de se prémunir contre les mûres sauvages (selon d'autres traductions, il avait tiré ses longues manches sur ses mains). Hérodote, dans son Enquête (440 av. J.-C.), raconte comment Léotychidas a été incriminé par un gantelet rempli d'une somme d'argent qu'il avait reçue comme dessous-de-table. Xénophon rapporte, dans la Cyropédie, que les Perses portaient des moufles en hiver.
En Europe, au XIIIe siècle, certaines femmes ont commencé à porter des gants longs comme ornements. Ils étaient faits de lin et de soie et atteignaient parfois le coude. Au XVIe siècle, la reine Élisabeth Ire d'Angleterre a lancé la mode de gants richement brodés et sertis de pierres précieuses. Henri II d'Angleterre a été enterré avec des gants sur les mains. On a également retrouvé des gants sur les mains du roi Jean d'Angleterre quand son tombeau a été ouvert en 1797, et sur celles du roi Édouard Ier quand son tombeau a été ouvert en 1774.

### Largeur et longueur
La largeur des gants se mesure habituellement en pouces anglais (1 pouce = 2,54 cm), mais elle peut aussi être exprimée en centimètres. Xavier Jouvin, gantier grenoblois et inventeur de la « main de fer », a établi des calibres pour 32 largeurs de main, dont les mesures étaient définies en centimètres et en millimètres dans le brevet qu’il a déposé en 1834. La quasi-totalité des fabricants de gants n'a pas adopté le système métrique, en raison notamment de l'importance des pays où les mesures anglaises ont cours. La largeur moyenne des gants est, pour une femme, d'environ 7,5 pouces, soit environ 19 centimètres et, pour un homme, de 9 pouces, soit près de 23 centimètres.
Pour la longueur, les références de fabrication sont aussi données en pouces mais il est possible de les exprimer en « boutons », ancienne mesure française, liée au " pied français "  d'avant la Révolution française, le  « bouton » correspondant à un douzième de ce qui était appelé aussi « pied de Charlemagne » (environ 32,66 cm), soit une longueur d' environ 2,72 cm pour un « bouton ». La mesure du pied français a été légèrement diminuée en 1668, par Jean-Baptiste Colbert, contrôleur général des Finances, afin d'atteindre une longueur qui correspondait à environ 32,48 centimètres. Ainsi, la longueur du « bouton » après 1668 est d'environ 2,70 centimètres. Cette mesure est restée inchangée jusqu'en 1795, année de l'apparition du système métrique en France. Celui-ci est devenu obligatoire en 1800. Ainsi, les gants courts pour femmes sont des « huit-boutons » et mesurent environ 22 centimètres ; quant aux gants pour femmes recouvrant l'avant-bras, allant jusqu'au coude, il s'agit de « seize-boutons », soit environ 44 centimètres. En ce qui concerne les gants allant jusqu'à l'épaule - soit  les « gants d’opéra » les plus longs -, ce sont des « trente-boutons » (environ 81 centimètres). Toutefois, la longueur moyenne des gants d’opéra est d'environ 60 centimètres (22 boutons) car ces gants s'arrêtent au milieu du biceps .

## Ganterie

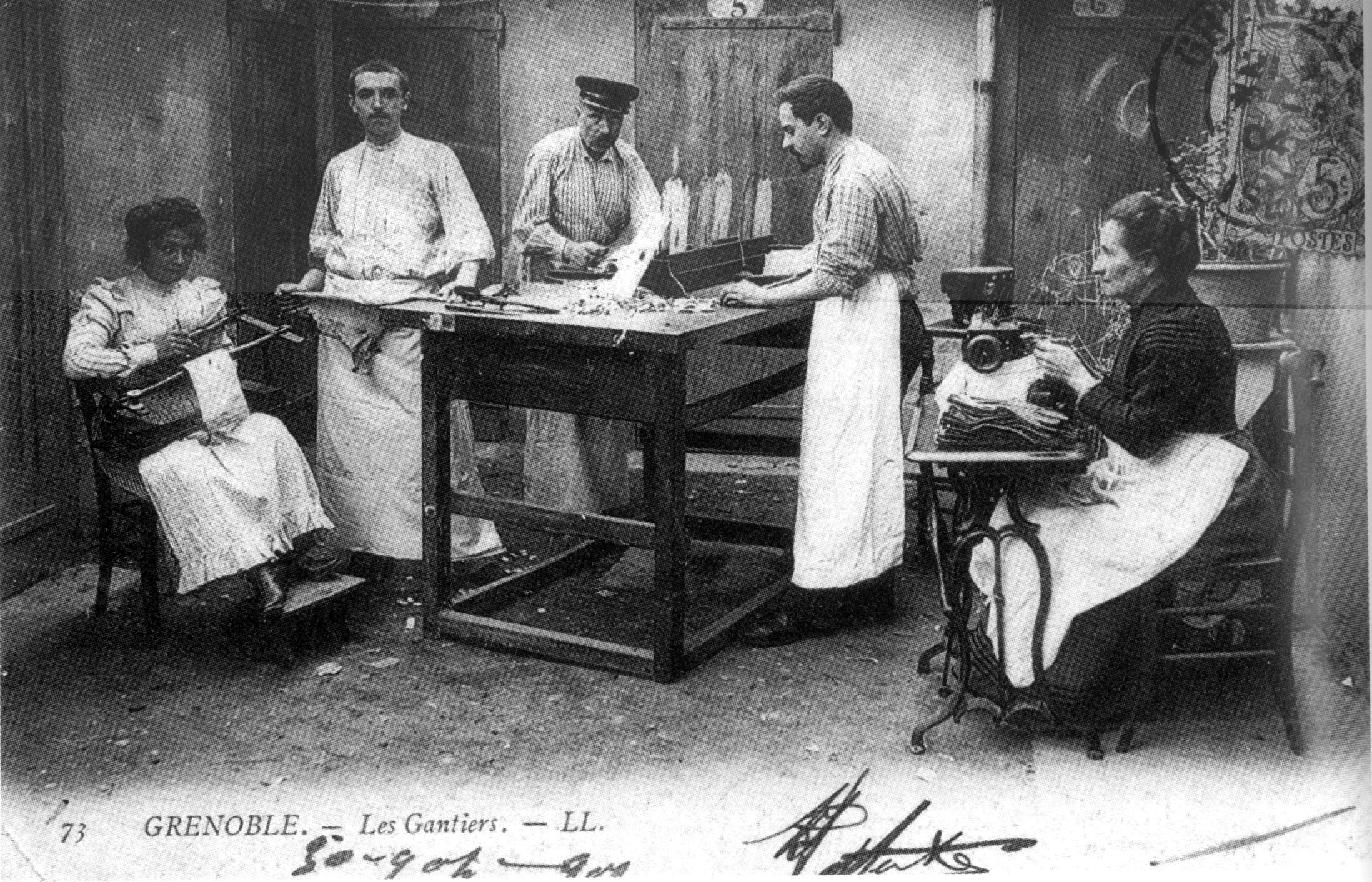
Grenoble, les gantiers, carte postale, 1904.

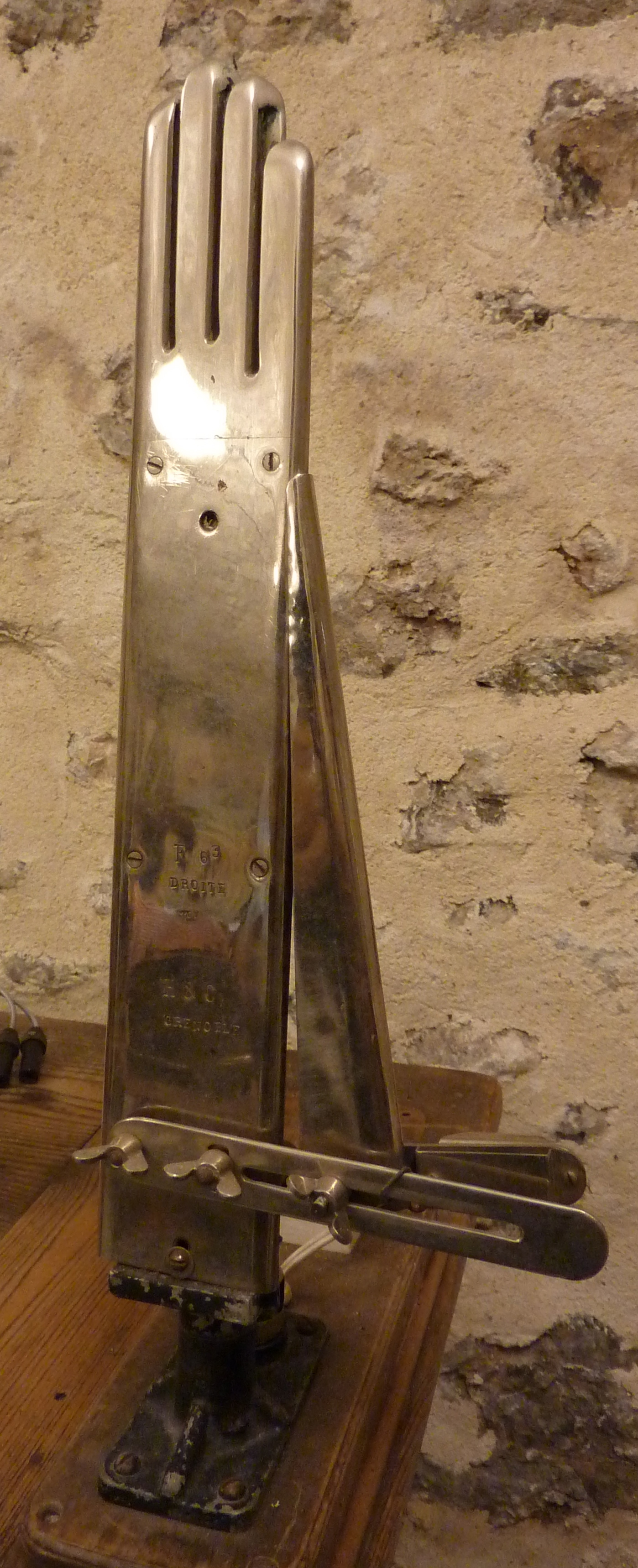
Main chauffante — outil de gantier grenoblois.

En France, les corporations de gantiers (datant de 1342) s'installèrent surtout dans des régions où se pratiquait l'élevage intensif de chevreaux et d'agneaux, et où l'eau des rivières était pure et propice au tannage : dans le Massif central à Saint-Junien (voir Ganterie de Saint-Junien) ou à Millau, dans le Dauphiné (voir Ganterie Jouvin et Ganterie Perrin, à Grenoble), le sud de la Champagne (voir ganterie Tréfousse), à Niort (chamoiserie) ou à Caudebec-en-Caux. On trouve également une rue Ganterie à Rouen (rue des Gantiers au XIVe siècle) et à Caen, une rue [de la] Ganterie à Poitiers.
Aujourd'hui, les gants sont fabriqués dans le monde entier. La plupart des prototypes et des petites séries de gants de luxe pour femmes continuent à être fabriqués en France. Cependant, la production est le plus souvent assurée dans des usines en Asie, en Europe de l'Est, au  Canada ou aux États-Unis à Gloversville (où des Français, venant du Sud-Ouest vers 1890/1900, ont produit les premières paires de gants) et qui est resté un centre de fabrication de gants aux États-Unis.
La fabrication des gants en cuir pour femmes a lieu dans les pays d'Asie de l'Est depuis les années 1980, notamment en raison du faible coût du travail local.
En 2021, selon les statistiques fournies par le Centre national du cuir et relatives à la ganterie en France, 350 personnes en France sont employées dans le secteur de la ganterie, au sein de 15 sociétés dont la majeure partie (8) fait uniquement des gants de travail, sur le territoire français. Les sept autres sociétés produisent des gants de ville, pour hommes ou pour femmes.
Les lieux de production, pour les gants de ville, sont principalement Millau, Saint-Junien et Grenoble, patrie de Xavier Jouvin, inventeur du premier calibre (soit la forme d'un emporte-pièces en fer ou " main de fer ") déposé en 1838 et des premiers modèles fabriqués ainsi au nombre de 32 et des 322 largeurs de gants, permettant ainsi la production de la découpe en série des paires de gants, alors toutes découpées à la main. Ainsi, il a permis de multiplier la production par cinq. La ganterie de peau à Saint-Junien et les savoir-faire liés à la ganterie en Pays de Millau sont classés à l'inventaire du patrimoine culturel immatériel de la France respectivement depuis 2008 et 2023.
La fédération de la ganterie française, fondée en 1930 sous un autre nom, regroupe en 2022, seulement    
sept sociétés ou artisans : gants Agnelle (fondés en 1937) situés à  Saint-Junien, gants Causse à Millau (plus vieille maison de fabrication de gants en activité, fondée en 1892 et à présent propriété du groupe Chanel), Atelier du Gantier (maison artisanale fondée en 1989 à Millau), Georges Morand à Saint-Junien (société fondée en 1946 et notamment fournisseur des administrations), Lesdiguières-Barnier (très ancienne maison grenobloise, fondée pour la première en 1893 et la seconde en 1885), Ganterie Maroquinerie de Saint-Junien (ancienne société coopérative de production ouvrière, créée en 1919 et possédée vers l'an 2000 par le groupe Hermès), Lavabre-Cadet à Millau (fondé en 1946, devenu la propriété de la société Camille Fournet en 2013). Cette fédération indique sur son site (https//gantsdefrance.fr) que la production de gants de ville en France est d'environ 350 000 paires par an et qu'environ 300 personnes travaillent dans le secteur de la ganterie.
Environ 2,7 % des gants de ville diffusés en France en 2021 étaient fabriqués en France alors qu'environ 18 % des gants de travail vendus en France étaient aussi des produits faits en France.
La totalité des gants bon marché ou très bon marché qui sont diffusés en France est fabriquée en Chine, en Inde, au Pakistan, aux Philippines — dont la capitale, Manille, est considérée depuis les années 2010 comme étant la capitale des gants confectionnés en Asie —, au Vietnam et au Bangladesh.
Certains gants de bonne qualité ou de qualité moyenne sont fabriqués dans des pays d'Europe de l'Est comme la Hongrie et la Roumanie, à des coûts de production inférieurs à ceux des pays d'Europe de l'Ouest, en raison notamment des salaires horaires moins élevés.
La ganterie française de qualité est concurrencée par celle du Portugal, de l'Espagne et de l'Italie.

## Fonctions

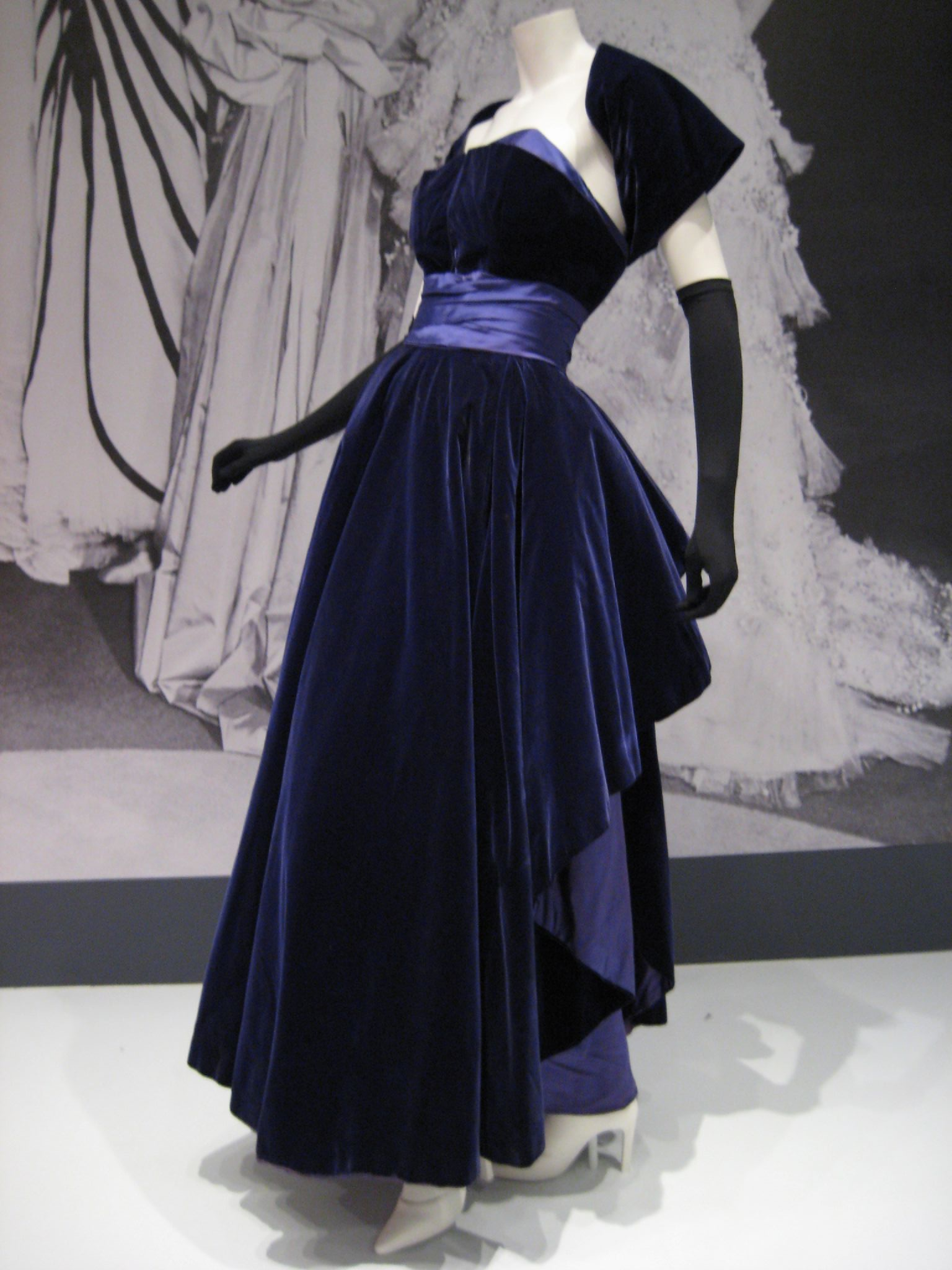
Robe et gant du soir Christian Dior, présentée au musée d'art d'Indianapolis.

Au Moyen Âge, les gants blancs étaient utilisés par les évêques, les archevêques et le pape : il s'agissait des gants épiscopaux. C’est à partir de la fin du XVIIIe siècle et au cours du XIXe siècle que ces gants prirent d’autres fonctions. Les Britanniques commencèrent à demander à leurs domestiques de porter des gants blancs pour cacher leurs mains abîmées par le travail. Pour les Francs Maçons, cet accessoire est une caractéristique d’appartenance au groupe représentant honneur et pureté. Quant aux mariées, le but était d’être en accord avec leur robe blanche tout en étant distinguée.

## Coutumes
Au XVIIe siècle le gant, symbole de pureté et de noblesse, incarne une marque de soumission et de respect envers la couronne. Pour ne pas offenser le roi et lui montrer sa loyauté,  retirer ses gants devant lui ainsi que dans ses écuries était de coutume. Les juges royaux lors de leur exercice les ôtaient également, comme les hommes devant les femmes en gage d’élégance, ou au moment d’abattre l'animal lors de la chasse à courre.

## Gantelet
Le gantelet est une sorte de gant couvert de lames de fer sur le dos de la main ; il fait partie de l'armure.

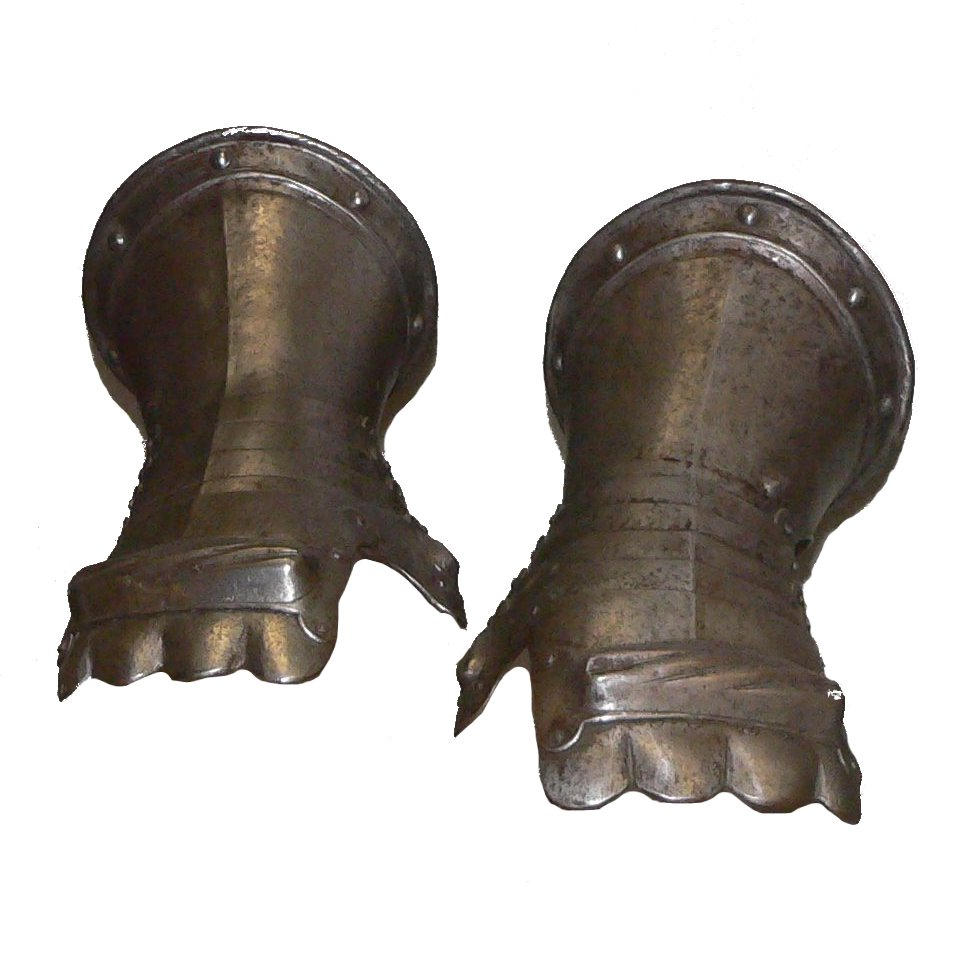
Paire de gantelets, Allemagne, fin du XVIe siècle.

## Gants de travail

Panneau indiquant que le port de gants est obligatoire.

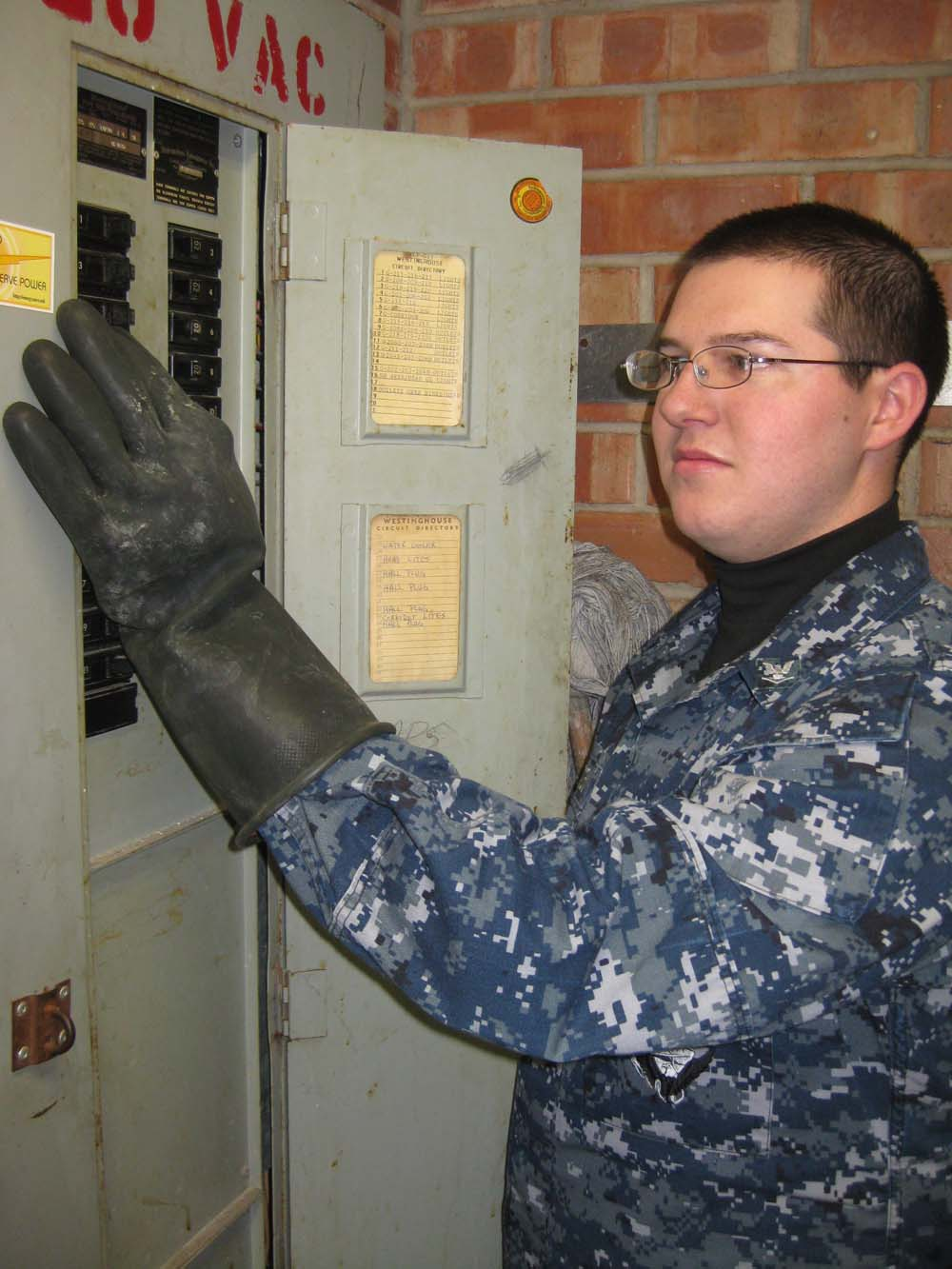
Électricien portant des gants isolants.

Les gants constituent un équipement de protection individuelle indispensable dans de nombreux domaines (le port des gants étant obligatoire en France pour certains travaux selon le Code du travail) :
- Gants de manutention, pour protéger les mains contre l'abrasion ou l'écrasement, souvent en cuir épais ou bien des gantelets en métal (pour certains travaux).
- Gants de protection thermique pour les personnes travaillant dans la chaleur (pompiers, métallurgistes, soudeurs) ou le froid (frigoristes, travailleurs dans les pays froids, manipulateurs d'azote ou d'hélium liquide) ; gants de cuisine (en tissu épais, parfois en kevlar).
- Gants diélectriques pour travaux sous tension, à utiliser éventuellement avec surgants en cuir.
- Gants de protection contre les produits chimiques ou biologiques (laboratoires, industrie chimique, professions de santé), en latex, PVC ou nitrile.
- Gants anti-vibrations.
- Gants médicaux : le gant médico-chirurgical a été utilisé pour la première fois en 1894 par un médecin du nom de Halsted, pour une intervention chirurgicale à l'hôpital Johns-Hopkins de Baltimore. Les gants à usage médical sont pour la plupart fabriqués soit à partir de caoutchouc naturel (par exemple en latex) ou synthétique (en cas d'allergie), soit à partir de polymères thermoplastiques.
- Gants de protection contre les coupures (bouchers), en écaille métallique ou de type cotte de mailles.

## Différents types de gants

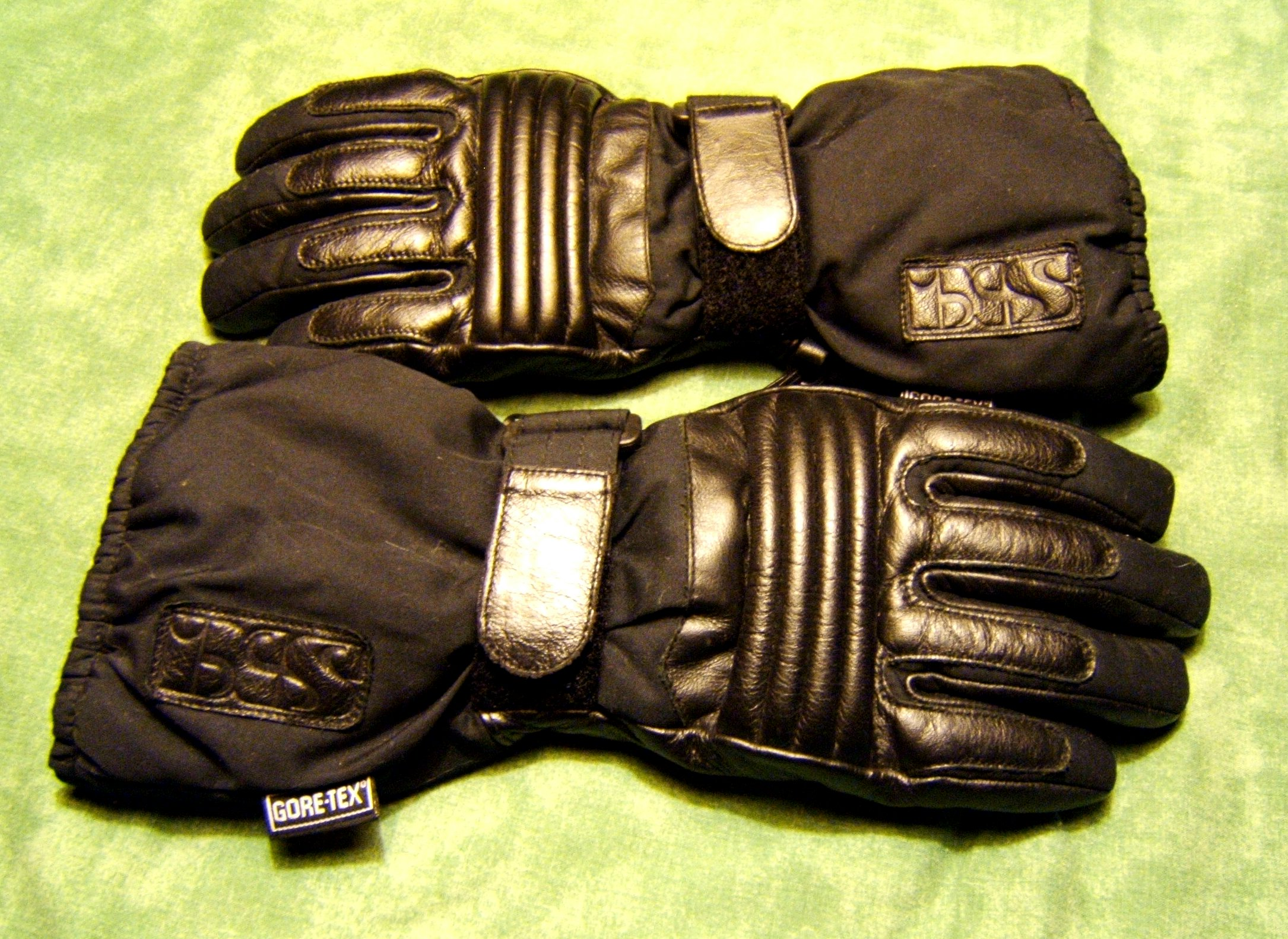
Gants de motard.

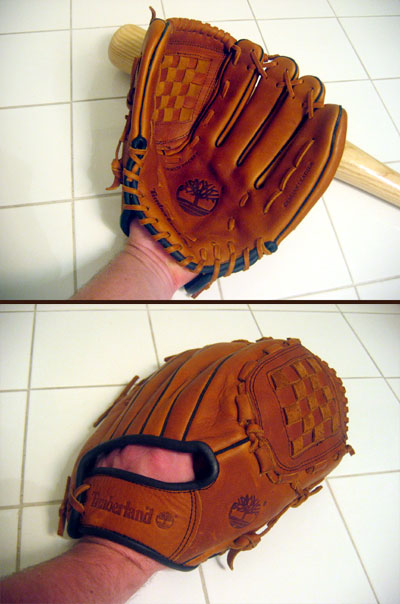
Gants de baseball.

- Gants à crispin, sorte de gants en vogue au XVIIe siècle chez les hommes et les femmes. Ils se caractérisent par une manchette à revers de cuir ornemental souvent à franges ou brodés.
- Gants parlants
- Gants de ville
- Gants chauffants
- Gants de conduite
- Gants de soirée
- Gants de mariée
- Gants orthopédiques
- Gants de toilette
- Gants épiscopaux
- Gants du sacre
- Gants de protection thermiques voir : manique (protection thermique)
- Gants isolants (électriciens) classés selon la tension d'utilisation (500 à 36 000 volts)
- Gants hydrofuges et cryogénique
- Gants de protection chimique et de nettoyage
- Gants antisalissures
- Gants anti-coupure(s) et perforation(s)
- Gants anti-abrasion
- Gants antiagents pathogènes
- Gants de palpation
- Gants de Benedetti (protection thermique)

Certains gants sont à usage mixte, tels que, par exemple, les gants de jardinage qui sont des gants antisalissures, anti-abrasion, anti coupures et anti-perforations.
- Dans les sports :
  - Gants de baseball
  - Gants de boxe
  - Gants de cycliste
  - gardien de but (football)
  - Gants de hockey sur glace/sur roller
  - Gants de motard[5]
  - Gants de ski
  - Gants de golf (souvent à une seule main).
  - Gants pour le tir à l'arc et le Kyudo appelé gake.
  - gants  de  voile et planche à voile (en général des mitaines, combinant protection de la paume et des phalanges inférieures contre le frottement des cordages ou du wishbone avec l'agilité du bout des doigts.
- Les gants pontificaux sont des accessoires liturgiques utilisés principalement par le pape, les cardinaux , les archevêques et les évêques. Cet usage remonte au Xe siècle.
- Les gants de latex, omniprésents dans la chirurgie, ont été créés par la société australienne Ansell.
- Dans la réalité virtuelle, on utilise un gant de données.
- Gant marionnette
- Les magiciens portent souvent des gants blancs.
- Les voitures sont équipées d'une « boîte à gants ».

## Moufle ou mitaine

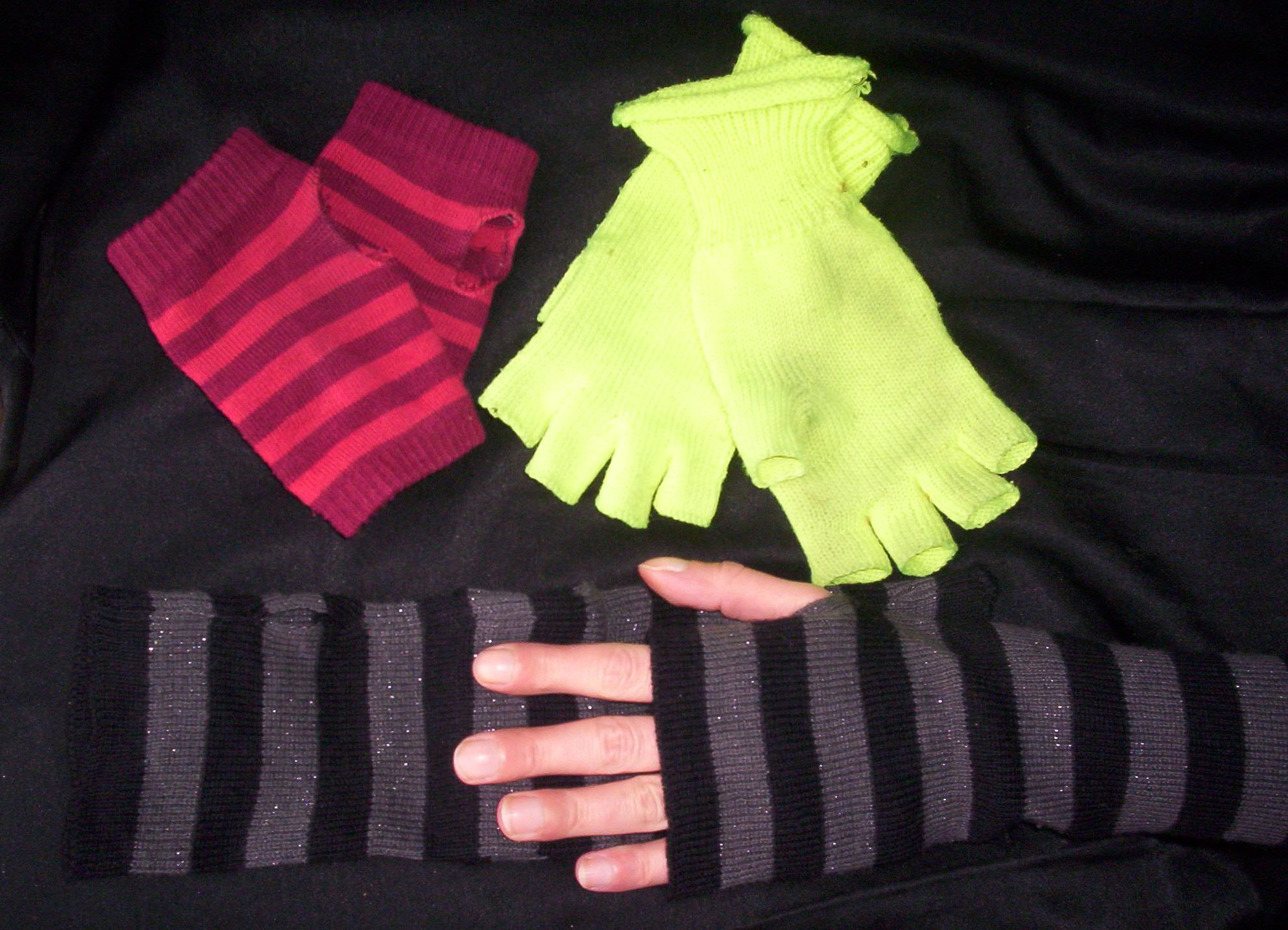
Exemples de mitaines.

Une moufle est un gant sans séparation entre les doigts (sauf pour le pouce) le plus souvent en laine ou en fibre synthétique, portée au ski ou en plein air. Il permet une meilleure protection des mains contre le froid, au prix d'une moins bonne mobilité. Elles sont fabriquées au Moyen Âge en fourrure pour les membres du clergé ou en peau de cerf, de chien pour les fauconniers, les chasseurs. Des moufles médiévales en laine sont également connues. Le terme remonte peut-être au vieux bas francique *molfëll « peau molle » (Kluge, s.v. Muff 1) ou plus vraisemblablement à deux éléments du vieux bas francique *muff- et -vël, sur la base du radical muffel « museau rebondi » (cf. l'allemand muffeln « mâchonner ; envelopper », et le français camouflet) qui aurait signifié aussi « enveloppe » par analogie de forme et de vël « peau d'animal », (cf. allemand Fell « peau d'animal », apparenté par l'indo-européen au latin pellis « peau »).
Une mitaine (emploi plus souvent pluriel : des mitaines) est un gant dont les doigts ne sont pas fermés, comme s'ils avaient été coupés. Parfois même les doigts ne sont pas délimités et la mitaine ne couvre que la paume et le dessus de la main. Comme les gants, les mitaines peuvent monter plus ou moins haut sur le bras. La mitaine est généralement considérée comme un accessoire féminin, même si elle tend à se masculiniser. Elles peuvent se porter seules ou superposées sur un gant. Les mitaines présentent l'avantage de tenir les mains au chaud tout en préservant la sensibilité tactile de la pulpe des doigts.
Le terme dérive de l'ancien français mite à l'aide du suffixe -aine. Il s'agit probablement d'un emploi métaphorique de l'ancien français mite « nom de caresse de la chatte » (cf. mistigri), à cause de la fourrure de l'animal, sans doute allusion à la douceur de la fourrure de cet animal. L'étymologie pourrait également renvoyer au terme allemand Mitte qui signifie « milieu » ; en allemand, les mitaines se disent Mitten, soit des gants dont les doigts ne sont protégés que jusqu'au milieu ou qui sont coupés à moitié.
Au Canada, toutefois, mitaine signifie « moufle », signification ancienne ou régionale en français.
Si la mitaine a d'abord une fonction utilitaire, laissant les extrémités des doigts nues et libres de travailler, elles deviennent dès le XVIIIe siècle des accessoires de mode, portées en intérieur par les dames dans un but uniquement esthétique. Cette mode subsistera jusqu'au XIXe siècle. Ces mitaines d'intérieur étaient diverses : tricotées, brodées, en crochet, en résille ou en dentelle. Elles s'arrêtaient au poignet ou au coude.
La mitaine est remise au goût du jour par Madonna dans ses premiers clips, dans les années 1990.

## Matériaux utilisés pour fabriquer des gants
- cuirs et peaux
- laine
- soie
- coton
- caoutchouc
- latex
- nitrile
- néoprène
- silicone
- vinyle

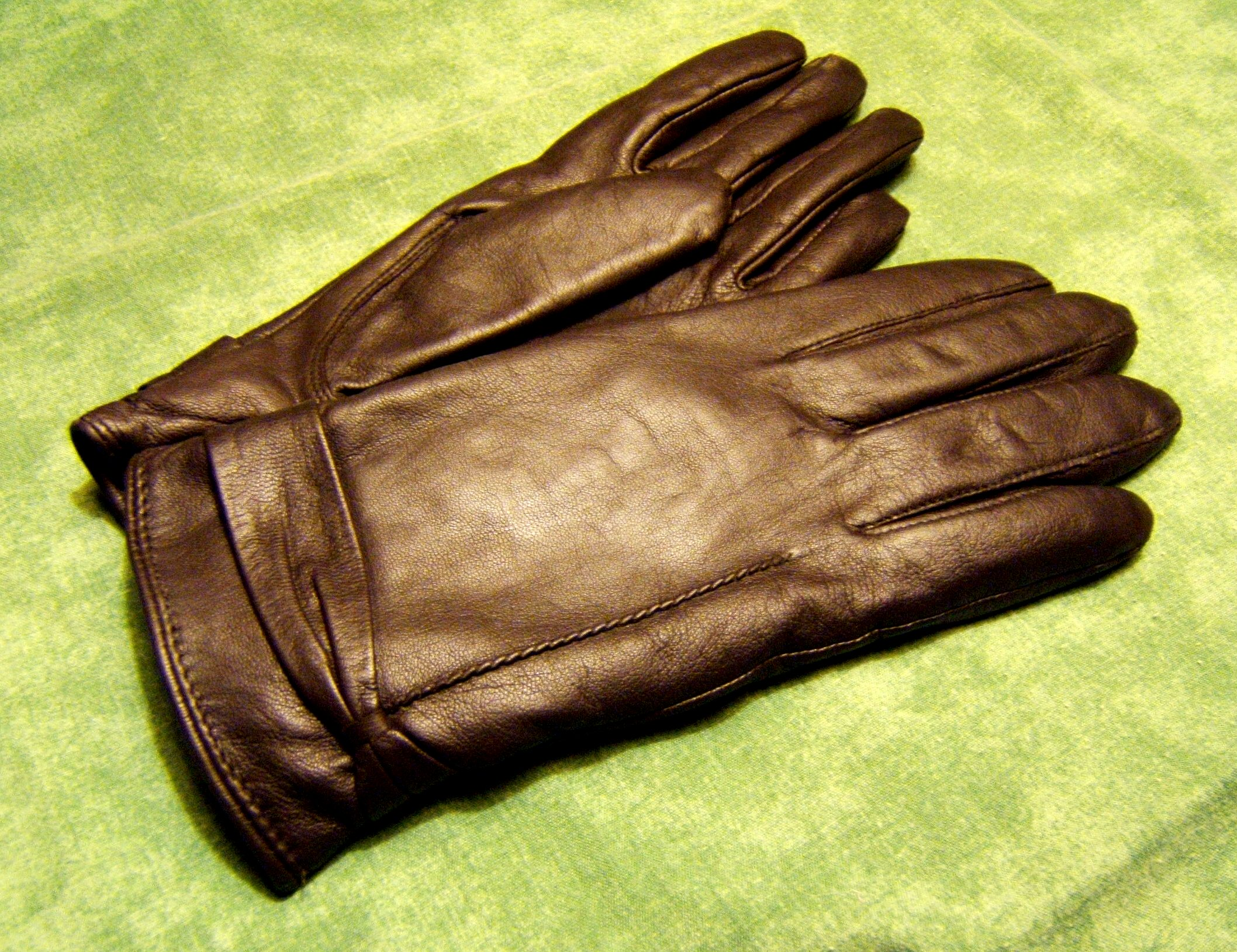
Gants de cuir.

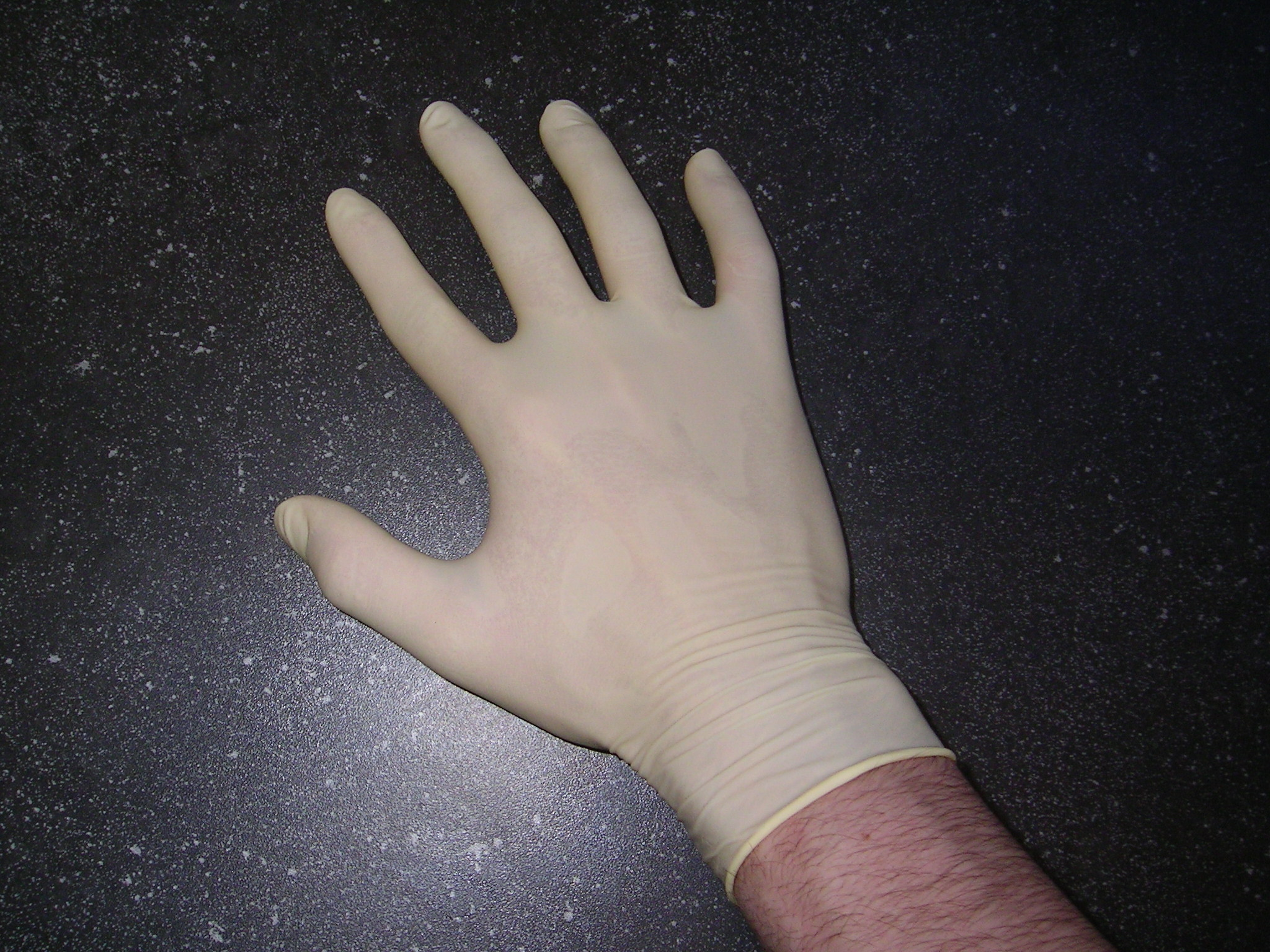
Gant en PVC.

- métal inoxydable réalisé en Cotte de mailles
- résille  élément parfois utilisé dans le style post-punk ou dans la mode gothique

## Normes
- Sapeurs-pompiers :
  - normes EN 420, EN 60-903 : gants d'électriciens
  - norme EN 659 : gants de protection pour sapeurs-pompiers
  - norme ISO 15383 : gants de protection pour sapeurs-pompiers
  - norme EN 374-1 : gants de protection contre les produits chimiques et les micro-organismes
  - norme EN 374-2 : gants de protection adaptés à la résistance et la pénétration (à l’air ou à l’eau)
  - norme EN 374-3 : gants de protection adaptés à la perméation des produits chimiques
  - norme EN 388 : gants de protection contre les risques mécaniques
  - norme EN 407 : gants de protection contre les risques thermiques
  - norme EN 511 : gants de protection contre le froid
  - norme EN 421 : gants de protection contre les rayonnements ionisants et la contamination radioactive
  - norme EN 12477 : gants de protection pour soudeurs
  - norme EN 1149 : propriétés électrostatiques
  - norme EN 13594 (2015) : gants de protection pour motocyclistes

Ces normes correspondent à des exigences de performance tout en définissant les méthodes d’essai en laboratoire qui permettent de les évaluer.

## Expressions
- Aller comme un gant : correspondre parfaitement
- Jeter le gant : lancer un défi
- Prendre des gants : traiter quelqu'un avec beaucoup de ménagement
- Raccrocher les gants : arrêter la boxe (par extension : arrêter un projet)
- Relever le gant : accepter un défi
- Une main de fer dans un gant de velours : avoir de l'autorité tout en se montrant diplomate